# Lövsta, Trosa kommun
Lövsta är en bebyggelse i Trosa kommun. Lövsta är beläget ungefär 6 km nordväst om Vagnhärad. Lövsta klassades före 2015 som en egen småort för att därefter räknas som en del av tätorten Sund.